# Luis Britto Garcia
Pour les articles homonymes, voir Britto (homonymie).
Luis Britto García est un homme de lettres, dramaturge, historien et essayiste vénézuélien, né à Caracas le 9 octobre 1940. En mai 2012, Luis Britto García a été nommé Conseiller de la présidence, par le président Hugo Chávez, au Conseil d'État vénézuélien.

## Biographie
Dès l'enfance, Luis Britto García a montré un intérêt pour la caricature, puis pour la littérature. Parallèlement, dès ses années de lycée, il s'associe à des manifestations contre la dictature de Marcos Pérez Jiménez. Pendant ses études universitaires, il continue à publier, ce qui lui vaut d'être repéré par Miguel Otero Silva pour entrer comme pigiste au journal El Nacional.
Diplômé en droit de l'Université centrale du Venezuela, il exerce d'abord comme avocat, puis obtient un doctorat en droit en 1969. En 1982, il obtient un diplôme en études latino-américaines à l'École pratique des hautes études à Paris. Il est professeur titulaire de la Faculté des sciences économiques et sociales de l'Université centrale du Venezuela.
Luis Britto García est un collaborateur assidu à plusieurs revues de sciences politiques et d'histoire. Il a été très tôt distingué par des récompenses comme le Premio Nacional de Cuento.
Il a obtenu le prix Casa de las Americas pour deux de ses œuvres : en 1970 pour ses récits de Rajatabla, puis en 1980 pour Abrapalabra.
En 2001, il est lauréat du Prix national de littérature du Venezuela.
Auteur prolifique, Luis Britto García est connu pour ses analyses historiques, sa vison poétique de la réalité, son humour et sa dénonciation des travers de l'homme au cours de l'histoire. Il soutient la révolution bolivarienne. Il est l'auteur de trois autres recueils de nouvelles, de pièces de théâtre, d'un roman historique, de plusieurs scénarios, outre de multiples essais et articles.
En 2019, un groupe d'écrivains vénézuéliens soumet la candidature de Luis Britto García pour le Prix Nobel de littérature 2020. Les coordonnateurs de cette proposition ont renvoyé une candidature en vue de l'édition 2021.

### Publications en français
- Rajatabla. Tout-doit-disparaître, Caracas, Monte Ávila Editores Latinoamericana, 2010, Col. Continentes, traduit par Denise Delprat
- Morceaux choisis, Caracas, Monte Ávila Editores Latinoamericana, 2008, choix de nouvelles de Luis Britto García et d'Armando José Sequera

### Romans et nouvelles
- Los fugitivos y otros cuentos (1964)
- Vela de Armas (1970)
- Rajatabla (1970) - Prix Casa de Las Américas  (1970)
- Abrapalabra (1979) - Prix Casa de Las Américas (1979)
- La Orgía imaginaria o Libro de utopías (1983)
- Me río del mundo (1984)
- Pirata (1998)
- Andanada (2005) - Prix National du Livre du Venezuela (2006)[5]
- Pare de sufrir (2006)
- Arca (2007)

### Essais
- Ciencia, tecnología y dependencia (1975)
- La Máscara del poder: del Gendarme Necesario al Demócrata Necesario (1988)
- El Poder sin la Máscara: de la Concertación Populista a la explosión social (1990)
- El Imperio contracultural: del rock a la posmodernidad (1991)
- Demonios del mar: Corsarios y piratas en Venezuela 1528-1727 (1999)
- Elogio del panfleto y de los géneros malditos (2000)
- País de petróleo, pueblo de oro (2003)
- Por los Signos de los Signos (2006)
- Socialismo del Tercer Milenio (2008)
- El pensamiento del Libertador (2010)
- Dictadura mediática en Venezuela (2012)